# Национални пут Јапана 365
Национални пут Јапана 365 је Национални пут у Јапану, пут број 365, који спаја градове Фукуј у префектури Фукуј и Комацу, у префектури Ишикава укупне дужине 229,4 км.

## Везе са главног пута
- Национални пут Јапана 305
- Национални пут Јапана 8
- Национални пут Јапана 303
- Национални пут Јапана 21
- Национални пут Јапана 306
- Национални пут Јапана 1